# ブラック・サバス4
ブラック・サバス4（Black Sabbath Vol.4）は、イギリスのロックバンド、ブラック・サバスが1972年にリリースした4thアルバム。
このアルバムはもともと、コカインの使用について歌った収録楽曲名からとって「スノウブラインド」と名付けられる予定であった。

## レコーディング
1972年の6月、ブラック・サバスは4thアルバムの制作に取りかかるためロサンゼルスのレコード・プラント・スタジオに集結した。彼らがそこでアルバムをレコーディングするのはこれで2枚目だった。レコーディングはさまざまな問題（その多くは薬物の乱用によるものであった）によって悩まされた。「部屋の真ん中に座ってクスリをやっていた直後」に「コーニュコピア」をレコーディングしようとメンバーが奮闘していた最中、ビル・ワードはほとんどバンドを解雇される寸前だった。「俺はあの曲が嫌いだった。ぞっとするところがいくつかあったのさ。俺は結局それを暴いたんだ。でも、俺が受けた反応はみんなが俺を無視するってことだけだった。まるで『だったら帰れよ。あんたはもう用済みだ』って言われてるみたいだったね。ヘマをしたって感じだったよ、俺はクビにされるところだったんだ。」と、ビルは述べている。

## 楽曲と歌詞
ブラック・サバス4は、バンドが彼らの代名詞となったヘヴィなサウンドを用いた実験を行い始めたということを証明している。「スーパーナート」とか「コーニュコピア」などのいくつかの曲は彼らのトレードマークのようなスタイルだが、他の曲ではもっとソフトでオーケストラ的なアプローチを見せている。「チェンジズ」がよい例である。トニー・アイオミによって書かれたこの曲は、全体を通してメロトロンを用いたピアノ・バラードの形式をとっている。それまでにも曲中でピアノを用いたことはあったが、それらはもっと目立たない役割としてであった。
一方「スーパーナート」は、トニー・アイオミの奏でるラウドでヘヴィなリフと、ビル・ワードによるパワフルなパーカッションをフィーチャーしている。歌詞は宇宙の探検を想起させるもので、オジー・オズボーンとギーザー・バトラーによって書かれる歌詞の典型的なものであった。ギーザーの特別な影響力は、ブラック・サバスの数多くの楽曲のなかに見られる「私は1000年も（1000回も）生きてきた」という繰り返し用いられてきたモチーフのなかに最もよく表れているのかもしれない。
アルバムの中で、少なくとも2曲がコカインの使用に言及している。「スノウブラインド」の曲名と歌詞がこの一例である。バンドは当初アルバムを「スノウブラインド」と名づけるつもりでいたが、このアルバムタイトルはレコード会社によって改題された。この措置は、アメリカの市場における論争を回避するためのものであった。楽曲「スノウブラインド」はまた、オリジナルのバージョンでオジー・オズボーンが各コーラスの終わるごとに「コケイン！」と叫んでいたため、再レコーディングを余儀なくされた。公式にリリースされたバージョンでは、1番の終わったあと（曲の開始後約41秒）に「コケイン」という囁きが聞き取れる。また「セント・ヴィタス・ダンス」も、コカイン使用について歌った楽曲である。

## アートワーク
アルバムのジャケットは、ブラック・サバスのコンサート中に撮影された両手を上げたオジー・オズボーンの写真が彩色されて用いられている。オリジナルリリースの際には、中に膠づけされたページを含む折込ジャケットが採用され、それぞれのメンバーが自分の写真が載せられるページを与えられ、中央にはバンドのライブ写真が配置された。このアルバムのジャケットは古典的なものとして認められており、ピースヴィル・レコードのコンピレーション・アルバムの「ピースヴィル・ヴォリューム4」やスリープの1992年のEP盤「ヴォリューム2」などでパロディされている。
ブラック・サバス4のライナーノーツの中では、ブラック・サバスは「偉大なるCOKE-Colaカンパニーへ」感謝を表している。わずかに隠されてはいるが、これもドラッグへの言及である。またこのアルバムが出た当時、ギーザー・バトラーは自らの白いベースに「Enjoy CoCaine」と書かれたステッカーを貼っていた。「Enjoy CocaCola」という文句のパロディである。

## リリースと世間の反応
ブラック・サバス4は1972年の9月に発売され、当時の評論家からは酷評された一方で、1ヶ月もしないうちにゴールド・ステイタスを達成し、バンドにとっては合衆国で100万枚売れた連続4枚目のアルバムとなった。「トゥモロウズ・ドリーム」はシングルカットされたが、チャート入りは逃した。
アメリカでの広範囲に渡るツアーののち、1973年にバンドは初めてオーストラリアでツアーを行い、その後ヨーロッパでもツアーを行った。ブラック・サバスは1973年、イングランドの「トップ・オブ・ザ・ポップス」にも出演し、エンゲルベルト・フンパーディンクやダイアナ・ロスとともにステージを行った。
2000年6月、QマガジンはこのアルバムをThe 100 Greatest British Albums Everの60位に選出した。またフランク・ザッパはこのアルバム収録のSupernautを気に入り、リフも素晴らしいと述べている。

## 収録曲
すべての曲がギーザー・バトラー、トニー・アイオミ、オジー・オズボーン、ビル・ワードによる。「ザ・ストレイテナー」「エヴリ・デイ・カムズ・アンド・ゴーズ」は個別の曲のタイトルではなく、曲のなかのある一部のタイトルである。
1. ウィールズ・オブ・コンフュージョン / ザ・ストレイテナー - "Wheels of Confusion / The Straightener" - 8:01
2. トゥモロウズ・ドリーム - "Tomorrow's Dream" - 3:11
3. チェンジス - "Changes" - 4:44
4. FX - "FX" - 1:43
5. スーパーナート - "Supernaut" - 4:49
6. スノウブラインド - "Snowblind" - 5:33
7. コーニュコピア - "Cornucopia" - 3:54
8. ラグナ・サンライズ - "Laguna Sunrise" - 2:55
9. セント・ヴィタス・ダンス - "St. Vitus Dance" - 2:29
10. アンダー・ザ・サン / エヴリ・デイ・カムズ・アンド・ゴーズ - "Under the Sun / Every Day Comes and Goes" - 5:52

## 参加ミュージシャン
- オジー・オズボーン - ボーカル
- トニー・アイオミ - ギター、ピアノ、メロトロン
- ギーザー・バトラー - ベース
- ビル・ワード- ドラムス

### その他
- コリン・コールドウェル、ヴィック・スミス - エンジニア
- パトリック・ミーハン - プロダクション